# Melampyrum saxosum
Melampyrum saxosum är en snyltrotsväxtart som beskrevs av Johann Christian Gottlob Baumgarten. Melampyrum saxosum ingår i släktet kovaller, och familjen snyltrotsväxter. Inga underarter finns listade i Catalogue of Life.